# 다클레트누아디부주

다클레트누아디부주

다클레트누아디부주(아랍어: ولاية داخلت نواذيبو, 프랑스어: Dakhlet Nouadhibou)는 모리타니 최서단에 위치한 주로, 주도는 누아디부이며 면적은 22,300km2, 인구는 75,976명(2000년 기준)이다. 북쪽으로는 서사하라, 동쪽으로는 인시리주와 인접해 있으며 서쪽으로는 대서양과 맞닿아 있다.